# Bio Hunter
Bio Hunter (яп. バイオ・ハンター байо ханта:, «Био Охотник») — манга Фудзихико Хосоно, печатавшаяся в журнале Comic Burger, позднее была опубликована единым томом издательством Scola (スコラ). По мотивам манги на студии Madhouse было создано одноимённое OVA аниме, сценарий к которому написал Ёсиаки Кавадзири, а режиссёром выступил Юдзо Сато. Съёмки частично спонсировались американской компанией Urban Vision.

## Сюжет
Неизвестный вирус поражает генокод людей, превращая их в монстров с демоническими силами. Два профессора-биолога Комада и Косигая — единственные из всех людей на планете, кто может противостоять этому вирусу. Но один из них оказывается заражён им, так что ему приходится бороться с самим собой, чтобы помочь другим. В то же время к ним за помощью обращается прекрасная Саяка Мураками, чей дед-предсказатель пропал без вести после встречи с одним политиком.

## Персонажи
| Персонажи      | Сэйю            |
| -------------- | --------------- |
| Косигая        | Кадзухико Иноуэ |
| Комада         | Тосихико Сэки   |
| Саяка          | Юко Минагути    |
| Табэ           | Таро Исида      |
| Бокуда         | Тикао Оцука     |
| Микава         | Рюдзабуро Отомо |
| Мария          | Рэй Игараси     |
| Босс           | Ютака Симака    |
| Офицер полиции | Дайки Накамура  |

## Критика
Это довольно тёмная история с высоким уровнем насилия и изображением секса, включая использование тентаклей. Большая часть аниме выглядит как нечто, что зритель видел уже не раз в других произведениях, где оно было выполнено намного интересней. Одной из основных проблем является неравное развитие сюжета, в то же время сильнейшей его стороной оказывается сам сюжет. Аниме отлично получается задавать настроение, но не удается справиться с ним после этого.